# ジョン・マーティン (スウェーデンのシンガー)
ジョン・マーティン・リンドストローム（John Martin Lindström、1980年8月22日 -　）は、ジョン・マーティン（John Martin）のアーティストネームで知られる、スウェーデン・ストックホルム出身のシンガーソングライターである。

## バイオグラフィー
ストックホルムで生まれ、同市内の南郊外で育つ。一家はモータースポーツを生業にしてきたが、ジョンは兄に連られるカタチで音楽を選び、13歳の時にギターを購入し、バンドを結成。主にニルヴァーナの曲をカヴァーしていたという。15歳の時にシンガーへ転向。ストックホルム市内の様々な会場でライヴをおこなうようになる。
2010年に、スウェーデンのDJ・音楽プロデュースチームとして名を馳せた、スウェディッシュ・ハウス・マフィアのメンバーの一人、アクスウェルにより、"Save The World"をレコーディング。この曲はイギリスのシングルチャートでTOP10ヒットになると共に、アメリカ・ビルボードのホットダンス・クラブソングスチャートで1位を射止める。この時ジョンは、やはりスウェーデンの実力派DJとして、徐々に頭角を現していたアヴィーチーの"Fade Into Darkness"を、スウェーデン人ソングライターのミシェル・ジトロンと共作していたが、また別に共作した、スウェディッシュ・ハウス・マフィアの"Don't You Worry Child"でヴォーカルを取ることとなる。この曲はイギリスで1位に輝いた他、アメリカでも6位を記録する大ヒットとなり、アメリカでは2013年のグラミー賞・最優秀ダンスレコーディング部門でもノミネートされたが、スウェディッシュ・ハウス・マフィアは、3人がそれぞれソロで活動してゆくことを名目として、同年末フロリダ州マイアミで開催されたライヴを最後に、友好的にグループを解消（事実上の解散）と相成った。
2014年3月、前出のシンガーソングライター、ミシェル・ジトロンやヴィンセント・ポンタレらと共作した、初のソロシングル、"Anywhere For You"でデビュー。イギリスのシングルチャートで7位を記録するヒットとなる。この他にも、スウェーデン人DJのアレッソが発表したアルバム『Forever』に収録されている"In My Blood"でもヴォーカルを取っている。